# أناديا
أنَدِية أو أنَدِيَا أو (نقحرة: أناديا) هي مدينة من مدن البرتغال. يبلغ عدد سكانها 29,150 نسمة وذلك حسب إحصائيات سنة 2011.

## توأمة
لأناديا اتفاقيات توأمة مع كل من:
- يورمالا
- بوا فيستا [الإنجليزية]‏
- São Lourenço dos Órgãos (parish) [الإنجليزية]‏
- كاتيو
- Diaobé-Kabendou  [لغات أخرى]‏
- Villecresnes [الإنجليزية]‏

## أعلام
- جواو فرانكو
- أنتونيو جوزيه كونسيساو أوليفيرا